# Appias melania
The Grey Albatross (Appias melania) là một loài bướm thuộc họ Pieridae. Nó là loài đặc hữu của northern Queensland in Úc.
Sải cánh dài khoảng 50 mm.
Ấu trùng ăn Drypetes species.